# Constantin Rößler
Constantin Rößler (* 14. November 1820 in Merseburg; † 14. Oktober 1896 in Berlin) war ein deutscher Historiker, Publizist und Philosoph, der zu den Rechtshegelianern gerechnet wird.

## Werke (Auswahl)
- System der Staatslehre, Leipzig 1857
- Gustav Freytag und die deutsche Dichtung der Gegenwart. Berlin 1860
- Studien zur Fortbildung der preußischen Verfassung, Berlin 1863
- Graf Bismarck und die deutsche Nation, Berlin 1871